# 喬治·M·馬科恩
乔治·迈克菲·马科恩（George McAfee "Mac" McCune，（1908年6月16日—1948年11月5日），美國語言學家，是馬科恩-賴肖爾表記法设计者之一，他和埃德溫·O·賴肖爾共同制订了这套朝鲜语拉丁文字转写法。他是美国传教士乔治·香农·马科恩之子，生于平壤并在韩国接受初等教育。他后于美国南达科他州休伦学院求学，一年后又转学罗格斯大学。1930年他从西方学院取得学士学位。
马科恩1935年取得文学硕士后，在加州大學柏克萊分校做毕业工作，拿到米尔斯出国奖学金在韩国继续研究。他用了一年制作正式李朝年表并撰写博士论文，并于1941年拿到博士学位。
马科恩1948年晋升伯克利分校历史学教授，此后不久他去世了。
其弟香农·博伊德-贝利·马科恩（1913－1993）为地理学者，向大众写了几本韩国书籍。

## 引用
1. ↑  Shavit, David. . Greenwood Publishing Group. November 1990: 320. ISBN 978-0-313-26788-8.
2. ↑  . University of California.   [5 April 2010]. （原始内容存档于2019-12-16）.